# Tipula (Sinotipula) arjuna
Tipula (Sinotipula) arjuna is een tweevleugelige uit de familie langpootmuggen (Tipulidae). De soort komt voor in het Oriëntaals gebied.